# Vivek Borkar
Vivek Shripad Borkar (1954) é um engenheiro eletricista e matemático indiano, professor do Instituto Indiano de Technologia de Bombaim.
Foi palestrante convidado do Congresso Internacional de Matemáticos em Madrid (2006).

## Publicações selecionadas

### Livros
- Vivek S. Borkar (1989). Optimal control of diffusion processes. [S.l.]: Longman Scientific & Technical. ISBN 978-0-470-21327-8
- Vivek S. Borkar (5 de outubro de 1995). Probability Theory: An Advanced Course. [S.l.]: Springer Science & Business Media. ISBN 978-0-387-94558-3
- Vivek S. Borkar (1 de setembro de 2008). Stochastic Approximation: A Dynamical Systems Viewpoint. [S.l.]: Cambridge University Press. ISBN 978-0-521-51592-4
- Vivek S. Borkar; Vladimir Ejov; Jerzy A. Filar, Giang T. Nguyen (23 de abril de 2012). Hamiltonian Cycle Problem and Markov Chains. [S.l.]: Springer Science & Business Media. ISBN 978-1-4614-3232-6
- Ari Arapostathis; Vivek S. Borkar; Mrinal K. Ghosh (2012). Ergodic Control of Diffusion Processes. [S.l.]: Cambridge University Press. ISBN 978-0-521-76840-5

### Artigos
- Vivek S. Borkar, Rajesh Sundaresan (2012). Asymptotics of the invariant measure in mean field models with jumps. Stochastic Systems. 2. [S.l.: s.n.] pp. 322–380. ISBN 978-1-4577-1817-5. doi:10.1109/Allerton.2011.6120312
- Borkar Vivek S., Filar Jerzy A. (2011). «Markov chains, Hamiltonian cycles and volumes of convex bodies». Journal of Global Optimization. 55 (3): 633–639. doi:10.1007/s10898-011-9819-6
- Arapostathis Ari, Borkar Vivek S. (2010). «Uniform recurrence properties of controlled diffusions and applications to optimal control». SIAM Journal on Control and Optimization. 48 (7): 4181–4223. doi:10.1137/090762464
- Kulkarni Ankur A., Borkar Vivek S. (2009). «Finite dimensional approximation and Newton-based algorithm for stochastic approximation in Hilbert space». Automatica. 45 (12): 2815–2822. doi:10.1016/j.automatica.2009.09.031
- Agarwal M., Borkar V. S., Karandikar A. (2008). «Structural properties of optimal transmission policies over a randomly varying channel». IEEE Transactions on Automatic Control. 53 (6): 1476–1491. doi:10.1109/TAC.2008.925856